# Жанна д’Арманьяк
Жанна д’Арманьяк (фр. Jeanne d'Armagnac; 24 июня 1346 — 30 января 1388) — старшая дочь Жана I д’Арманьяка, в браке с Жаном I Великолепным — герцогиня Берри (с 1360 года).

## Брак и дети
Жанна была женой Жана, герцога Беррийского (1340—1416). У них было три сына и две дочери:
- Карл (1362—1382)
- Жан II (1363—1401), граф Монпансье
- Людовик (1364—1383)
- Бонна (ок. 1366—1435); 1-й муж: с 1377 Амадей VII, граф Савойский; 2-й муж: с 1394 Бернар VII, граф д’Арманьяк
- Мария (ок. 1367—1434), графиня Монпансье и герцогиня Оверни; 1-й муж: с 1386 Луи де Шатион, граф Дюнуа; 2-й муж: с 1392 Филипп д’Артуа, граф д’Э; 3-й муж: с 1401 Жан I, герцог де Бурбон

Младшая дочь Жанны Мария была матерью Бонны д’Артуа, второй жены Филиппа III Доброго; старшая дочь Бонна была матерью антипапы Амадея VIII.
Жанна умерла в 1388 году. Спустя два года её муж снова женился — на Жанне, графине Оверни. Брак был бездетным.